# Adrián González (basebollspelare)
Adrián González Savín, född 8 maj 1982 i San Diego i Kalifornien, är en amerikansk-mexikansk före detta professionell basebollspelare som spelade som förstabasman för Texas Rangers, San Diego Padres, Boston Red Sox, Los Angeles Dodgers och New York Mets i Major League Baseball (MLB) mellan 2004 och 2018.
Han draftades av Florida Marlins i 2000 års MLB-draft.
González vann fyra Gold Glove Award och två Silver Slugger Award.